# Dešat
Der Dešat oder albanisch Deshat (mazedonisch Дешат) ist ein Berg an der Grenze zwischen Albanien und Nordmazedonien. Der Berg ist durch seine steilen Gipfel gekennzeichnet.
Der höchste Gipfel ist der Velivar (2375 m. i. J.; mazedonisch Веливар). Zweithöchste Erhebung des Bergs ist der Gipfel Kërçina (2345 m. i. J.; mazedonisch Крчин Krčin). Weitere bedeutende Erhebungen sind Deli Senica (2258 m ü. A.) und Suva Bara (2140 m ü. A.). Der Bergzug zieht sich wie das ganze Korabgebirge, dessen südlichen Abschluss er bildet, in Nord-Süd-Richtung zwischen dem Schwarzen Drin und seinem Nebenfluss Radika. Im Süden fällt der Dešat steil zur mazedonischen Stadt Debar und zum Debarsee ab. Die nächste Stadt auf der albanischen Seite ist Peshkopi; am Fuße von Velivar und Kërçina liegt der Ort Maqellara.
Der Dešat verfügt über tiefe Schluchten, große Wälder und Gletscherseen.